# Sciasminettia dichaetophora
Sciasminettia dichaetophora är en tvåvingeart som först beskrevs av Friedrich Georg Hendel 1907.  Sciasminettia dichaetophora ingår i släktet Sciasminettia och familjen lövflugor. Inga underarter finns listade i Catalogue of Life.